# FPU (放送)

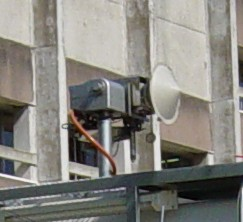
FPU（新潟テレビ21のSNG中継車の一部拡大写真）

FPU (Field Pickup Unit) は、テレビジョン放送用の映像と音声を、取材現場から無線で伝送する装置のことである。 英語ではMicrowave link（マイクロ波回線）と呼ぶのが一般的である。

## 概要

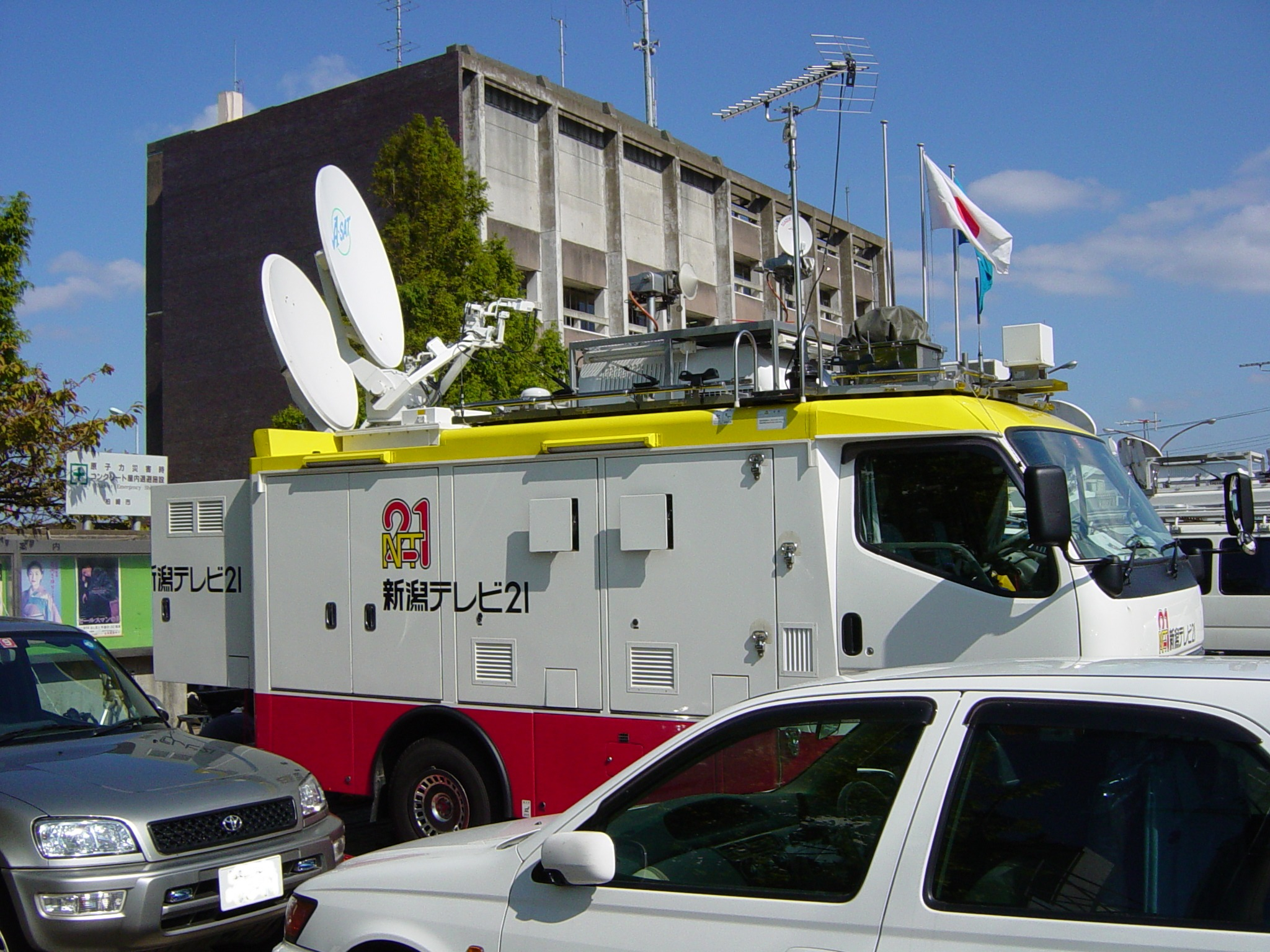
A-SAT中継車　取材風景（柏崎市）

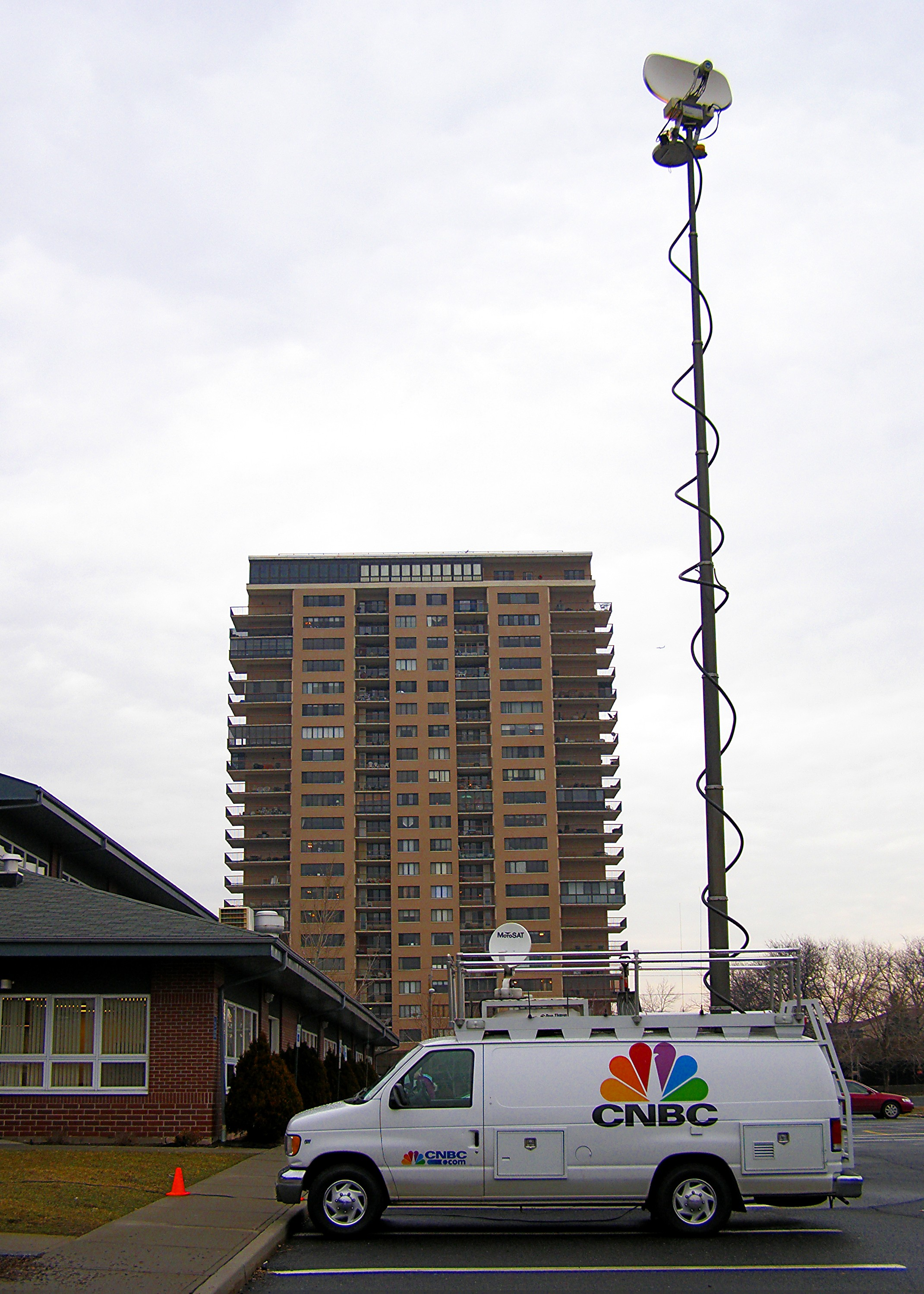
アメリカのCNBCの中継車の中継風景

主に取材現場から映像・音声素材をUHFあるいはマイクロ波を用いて、主に基地局経由で、あるいは直接放送局に伝送するための装置である。
受信した放送局の演奏所（スタジオ）では送られてきた映像・音声素材を編集・加工して、あるいは生中継として、放送に乗せる。
代表的な用途は報道、スポーツイベントの中継放送などである。マラソンや駅伝の中継放送では地理的に広範囲をカバーするために数十台、時には百台以上のFPU送受信機を駆使する場合があり、そのために系列局の各地の中継車が動員される。
代表的な可搬型の装置は、送信機と受信機とに分かれ、それぞれパラボラアンテナと一体化した高周波部と制御部の計4筐体となっている例が多い。
このシステムが自動車に搭載されれば中継車となり、ヘリコプターに搭載されればヘリテレシステムとなる。
中継車で使用するものは陸上移動局の、ヘリテレシステムは携帯局の免許を要する。

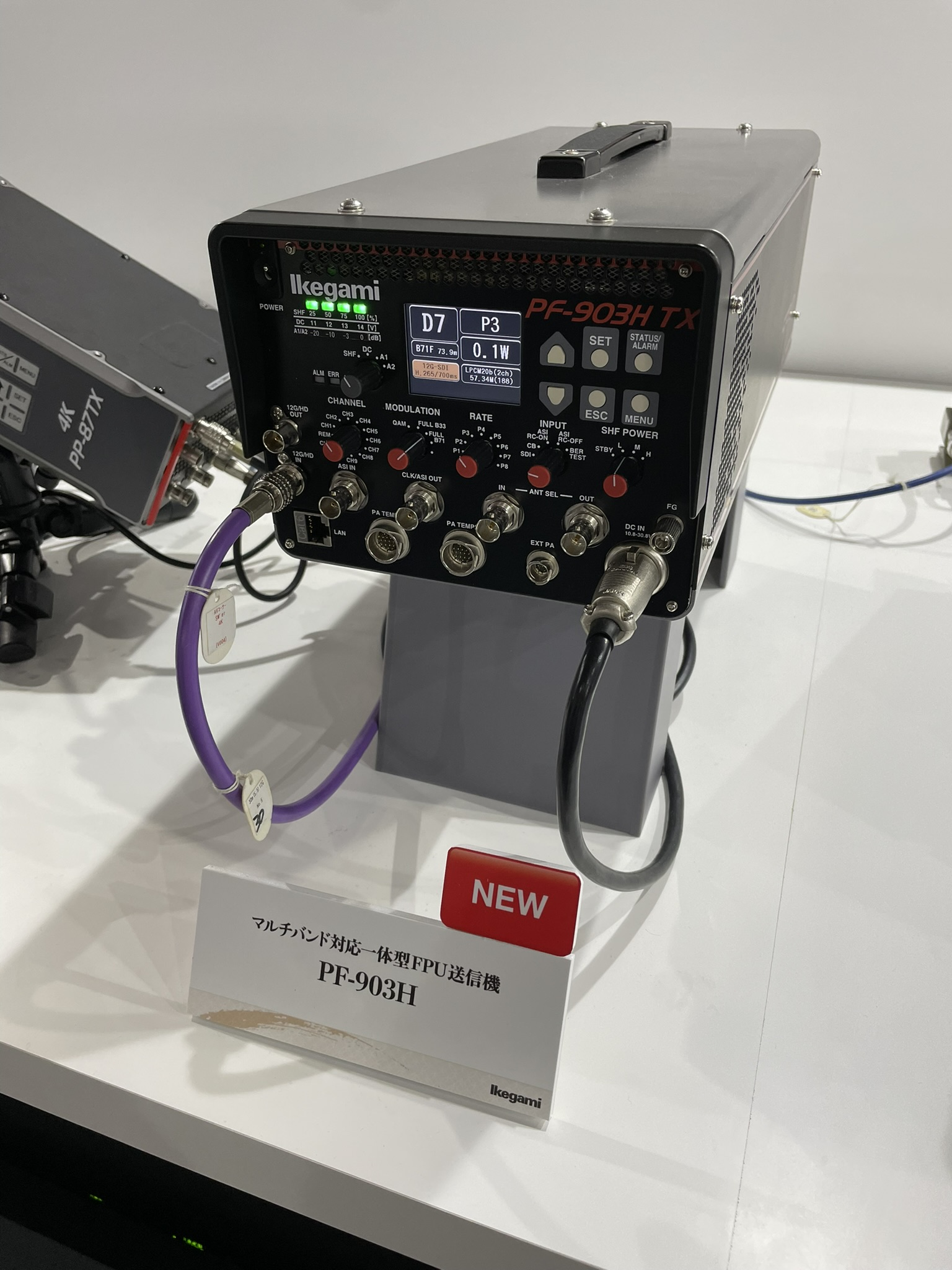
FPU送信機。池上通信機のPFシリーズ

一般に送信機、受信機のどちらも、制御部と高周波部は高周波用同軸ケーブルで結ばれている。制御部と高周波部の映像・音声信号のやりとりは、多重化されたものを伝送損失の少ない低い周波数（中間周波数）に変換して行っており、電源も制御部から高周波用同軸ケーブルに重畳させて高周波部に送っている。なお、UHF帯ではアンテナが大きくなるため、高周波部から特に伝送損失の少ない同軸ケーブルなどを短く用いて外付けとしている。これは制御部にビデオカメラやマイクロフォンなどの信号を直接、接続して使用できるようにすること、FPUのアンテナは基本的に高所に配置する必要があるが、UHF波あるいはマイクロ波を高所に置いたアンテナまで伝送する場合、一般的な高周波用同軸ケーブルなどでは伝送損失が大きく、かといって導波管などを用いると持ち運びに向かなくなるためである。
マイクロ波、UHF波ともに直進性が強く、送信機と受信機の置かれる場所は基本的に見通し範囲にあることが必要である。
取材現場の送信機のアンテナから輻射された電波は演奏所で直接受信できる場合もあるが、現場から演奏所を見通せない場合には、見通し範囲にある高い山や鉄塔などに受信設備を設け、ここで受信して演奏所にリレーする。また放送局の送信所は見通し範囲が大きいことから、ここに受信設備を設置する例も多い。他に取材先の中継車で受信し、ここで一次的な番組制作を行うこともある。
FPUでは、鋭い指向性を有するパラボラアンテナや八木・宇田アンテナを用い、受信基地への番組素材伝送を行う。移動中継車からの番組素材伝送は、正確に受信基地を狙ってアンテナを向け続ける必要があった。この作業は従来、人手（マイクロマンなどと呼ばれる操作員）によっており、非常に困難な作業であった。近年ではデジタル変調技術の進歩により、携帯電話などと同様に、無指向性アンテナを用いて、複数の受信基地に番組素材を伝送、リレーする方式がとられるようになり、この部分は無人化されるようになってきている。

## 種類
移動型FPUと固定型FPUに分類される。移動型FPUには、車載型FPUのほか、ハンディ型FPUがある。ハンディ型FPUはゴルフ中継や報道などで使われる。固定型FPUの主な用途は受信基地局の代用である。

## 伝送方式
伝送方式には当初より用いられてきたアナログ方式（FM方式）と、1990年代後半から導入され始めたデジタル方式とがある。後者はシングルキャリア、すなわち搬送波を一つだけ用いるQAM方式と非常に多数の搬送波を高密度に配置するマルチキャリアのOFDM方式とがある。
日本ではUHFおよびSHFに以下の周波数の割当てがある。
- 1.2GHz帯 : 1.24GHz - 1.3GHz
- 2.3GHz帯 : 2.33GHz - 2.37GHz
- Bバンド : 5.85GHz - 5.925GHz
- Cバンド : 6.425GHz - 6.57GHz
- Dバンド : 6.87GHz - 7.125GHz
- Eバンド : 10.25GHz - 10.45GHz
- Fバンド : 10.55GHz - 10.68GHz
- Gバンド : 12.9GHz - 13.25GHz

1.2GHz帯と2.3GHz帯は2012年（平成24年）4月に総務省告示周波数割当計画の改正により割り当てられたもので、800MHz帯（770MHz - 806MHz）を、携帯電話の周波数を世界標準に合わせるために放送業務での使用が2019年（平成31年）3月31日までとされたことの代替措置
である。
800MHz帯は2017年（平成29年）3月31日に移行が完了したと公表された。
使用期限の対象となる無線局数は総務省ホームページに掲載していた。
| 局数の推移                                                                                                | 局数の推移 | 局数の推移 | 局数の推移 | 局数の推移 | 局数の推移 | 局数の推移 | 局数の推移 | 局数の推移 | 局数の推移 | 局数の推移 | 局数の推移 | 局数の推移 |
| 年 | 平成23年   | 平成24年   | 平成24年   | 平成25年   | 平成25年   | 平成26年   | 平成26年   | 平成27年   | 平成27年   | 平成28年   | 平成28年   | 平成29年   |
| 月 | 10月       | 4月        | 10月       | 4月        | 10月       | 4月        | 10月       | 4月        | 10月       | 4月        | 10月       | 4月        |
| --- | ---------- | ---------- | ---------- | ---------- | ---------- | ---------- | ---------- | ---------- | ---------- | ---------- | ---------- | ---------- |
| 局数 | 102        | 102        | 104        | 104        | 104        | 102        | 98         | 98         | 88         | 83         | 58         | 0          |
| 周波数の使用期限に定めのある電波利用システム等の無線局数の推移による。 - 陸上移動局と携帯局の合算である。 |            |            |            |            |            |            |            |            |            |            |            |            |

## メーカー
池上通信機（PFシリーズ）、日立国際電気（ZSシリーズ）、日本電気（TVLシリーズ）など。